# Päkkos Gustaf
Päkkos Gustaf (även Pekkos eller Päckos), egentligen Gustaf Herman Päkkos, född 8 mars 1916 i Bingsjö i Rättviks socken, Dalarna, död 14 juli 2000 på samma plats, var en svensk jordbrukare och spelman på fiol. Han var en stor traditionsmusiker och förvaltade den låtrepertoar och det spelsätt som har vuxit fram i Bingsjö med omnejd i Rättviks kommun.

## Biografi
Päkkos Gustaf ingick i en spelmanssläkt som bodde på Pekkosgården i Bingsjö kyrkby. Gustafs far hette Pekkos Hans. Gustaf fick sin första fiol som tolvåring och började då spela på de melodier som han hört och som spelades i byn. Han spelade inte efter noter utan var en genuin gehörsspelman. I Bingsjö med omnejd fanns under Päkkos Gustafs uppväxt fler spelmän med sin låtrepertoar och sina spelsätt. Han lyssnade till spelmännen Päckos Olle, bröderna Nylands Erik och Nylands Jonas, liksom till fadern Pekkos Hans och dennes kusin Päckos Helmer, son till Päckos Olle. Gustaf kom att tillägna sig en bred repertoar av låtar, varav många kan härledas tillbaka till Pekkos Per (1808–1877), Junkas Jonas och Nylands Olle, storspelmän i Bingsjö under 1800-talet. Gustaf spelade även låtar från Enviken och Rättvik i Dalarna och från södra delen av Hälsingland.
På 1800-talet fanns Pekkos Per i byn som var läromästare till Hjort Anders. Som barn skyndade Päkkos Gustaf till en av de tre radioapparater som fanns i Bingsjö för att lyssna när Hjort Anders spelade i radio. Pekkosgården, tog han över efter sin far och bedrev där ett litet jordbruk tillsammans med sin hustru Svea Päkkos (1930–2018) från Rättvik.
Päkkos Gustaf hade ett utpräglat och karakteristiskt uttryck i sitt spel med snabba drillar, skarpa och oväntade betoningar, men ändå med ett lugn och en värdighet. Han var en källa till inspiration för en hel generation av spelmän.

## Diskografi
- Grand Nord. 1 låt insp 1963. Musidisc CV 1117. 1971
- Låtar från Bingsjö. 7 låtar insp 1971. SR Records RELP 1125. 1972
- Päkkos Gustaf, Bingsjö. 17 låtar solo & ihop med Jonny Soling resp. Hjärp Erik insp 1980. Giga GLP 5. 1981
- Polskan i Norden. 1 låt solo insp 1954. Svea SVMC 2. 1989
- Föregångare. 2 låtar ihop med Påhl Olle insp 1954. MNW CD 240-242. 1993
- Till Viksta Lasses minne. 2 låtar, solo resp duo, insp 1986. Siljum BGS 8704. 1987
- Kapell Frisell. 3 låtar. Filur 1. 1990
- Päkkos Gustaf & Ole Hjorth. 26 låtar insp 1989 & 1995. Giga GCD 28. 1996
- Låtar från Rättvik, Boda & Bingsjö (återutg. av RELP 1125). Caprice CAP 22044. 1996
- Päkkoslåtar. 27 låtar ihop med Ola Bäckström & Jonas Holmén insp 1998. Giga GCD 58. 2001
- Fiddle tunes from Rättvik, Boda and Bingsjö. 3 låtar insp 1958. Hurv KRCD 34. 2003
- Evening at Pekkosgården 1988. 6 låtar solo, 19 låtar ihop med Ellika Frisell, insp 1988. Country & Eastern CE 33. 2015